# 와일드 클럽
《와일드 클럽》(영어: The Banger Sisters)은 미국에서 제작된 밥 돌먼 감독의 2002년 코미디 드라마 영화이다. 골디 혼, 수전 서랜던 등이 출연하였고, 엘리자베스 캔틸런 등이 제작에 참여하였다.
이 영화는 미국에서 2002년 9월 20일 개봉되었다.

## 출연진
- 골디 혼
- 수전 서랜던
- 제프리 러시
- 에리카 크리스턴슨
- 로빈 토머스
- 에바 아무리
- 콜 서더스
- 벅체리

## 기타 제작진
- 배역: 실라 재피, 조지앤 워컨
- 미술: 마이아 제이번
- 세트: 마리아 네이
- 의상: 재클린 웨스트